# 2019冠狀病毒病澳門疫情相關反應與影響 (2019年12月至2020年全年)
嚴重特殊傳染性肺炎澳門疫情相關反應與影響，介紹在嚴重特殊傳染性肺炎疫情中，在各國家或地區對澳門和澳門本地對應疫情政府不同部門和社會上在2019年12月至2020全年期間所作出的反應和影響。

## 2019年

### 2019年12月
2019年12月31日，由於武漢出現不明原因肺炎群集病例的情況，衛生局已接獲國家衛生健康委員會的通報，並表示如有最新情況第一時間再向澳門通報，衛生局將與國家衛生健康委員會保持密切聯繫，並做好各項應對突發傳染病的準備，呼籲居民毋須過份恐慌，但要注意個人衛生和環境衛生，到武漢旅行或公幹時，如非必要避免到當地醫院或接觸當地患病的人士。

## 2020年

### 2020年1月
2020年1月1日起，澳門衛生局要求澳門國際機場對來自武漢的航班的每名乘客都進行體温篩查，1月5日開始，衛生局提升肺炎預警級別至第3級，中度風險，並於同日成立「應對不明原因肺炎跨部門工作小組」。
1月10日開始，出於對疫情的擔憂，澳門出現了搶購口罩的現象，部分藥店内口罩供不應求，《澳門日報》根據衛生局資料稱當時市面口罩存貨尚充足。在澳門出現首宗確診病例當天下午，衛生局在召開記者會宣佈：由1月23日傍晚開始，澳門居民和外地顧員分別憑澳門居民身份證和外地僱員身份認別證將可在指定的50多間藥房購買每人最多10個的局方儲備口罩，10天後才可再度購買；衛生局局長李展潤表示，澳門294間藥房中有160間沒有口罩，另8個口罩供應商，除一個供應商仍有15萬個存貨，其他均已缺貨。
1月21日，行政長官賀一誠批示設立24小時運作的「新型冠狀病毒感染應變協調中心」，取代「應對不明原因肺炎跨部門工作小組」，直屬行政長官運作，社會文化司司長擔任副主席。因應澳門出現首個輸入個案，特區政府各部門採取措施包括：所有出入境口岸（包括港珠澳大橋澳門口岸）實施健康申報、行政公職局要求進入公共部門需進行探熱、通知所有娛樂場員工需要佩戴口罩、確保市面口罩供應充足、不鼓勵澳門居民前往武漢、暫停往來武漢和澳門的旅行團等。
1月23日，當澳門出現第二個輸入確診病例，直接導致澳門旅遊局取消所有農曆新年慶祝活動，包括澳門農曆新年花車巡遊匯演，同日賀一誠宣布，任何人有發燒癥狀，不得離開澳門。1月23日，賀一誠宣布澳門已訂購2,000萬個口罩，供澳門居民和外地顧員以成本價購買。懲教管理局宣佈實施預防新型冠狀病毒的措施。
1月24日，教育暨青年局發新聞稿，宣佈所有非高等教育學校於農曆新年假期後，再延至2月10日或之後才復課。局方亦呼籲其他私立補充教學輔助中心及持續教育機構配合安排，延期復課。同日，高等教育局亦宣布澳門十所高等院校延後一周至2月11日開學。而體育局宣佈轄下體育設施由當日(1月24日)下午4時起暫停開放。
1月25日，澳門政府宣佈，連接珠海的關閘口岸，人車的通關時間縮短3個小時，改為06:00-22:00，直至另行通知。其他接連珠海或香港的口岸，通關時間暫時維持不變。
同日，澳門特區政府宣布捐贈5萬個醫用口罩予珠海市，政府表示此舉是澳門特區政府應珠海急需，緊急調用並無償贈予珠海市政府的庫存醫用口罩，用於當地新型冠狀病毒感染的肺炎疫情防治工作。
1月26日，政府宣布27日凌晨起，所有來自或14日內去過湖北的非澳門居民需持有醫生紙，證明無感染新型冠狀病毒方可入境，且14日內去過湖北的人禁止進入賭場；同日晚上澳門特區政府宣布將於27日上午九時對2019年12月1日至2020年1月26日入境澳門未離開的1,113名湖北省旅客進行隔離。
1月28日，澳門行政法務司司長張永春表示，接中央相關部門通知，中國內地前往澳門的個人旅游簽注將暫停受理。
1月30日，高等教育局發新聞稿，宣佈所有大專、非高等教育機構及私立補充教學輔助中心再向後延遲，並在復課前一週，發佈正式的復課安排。

### 2020年2月

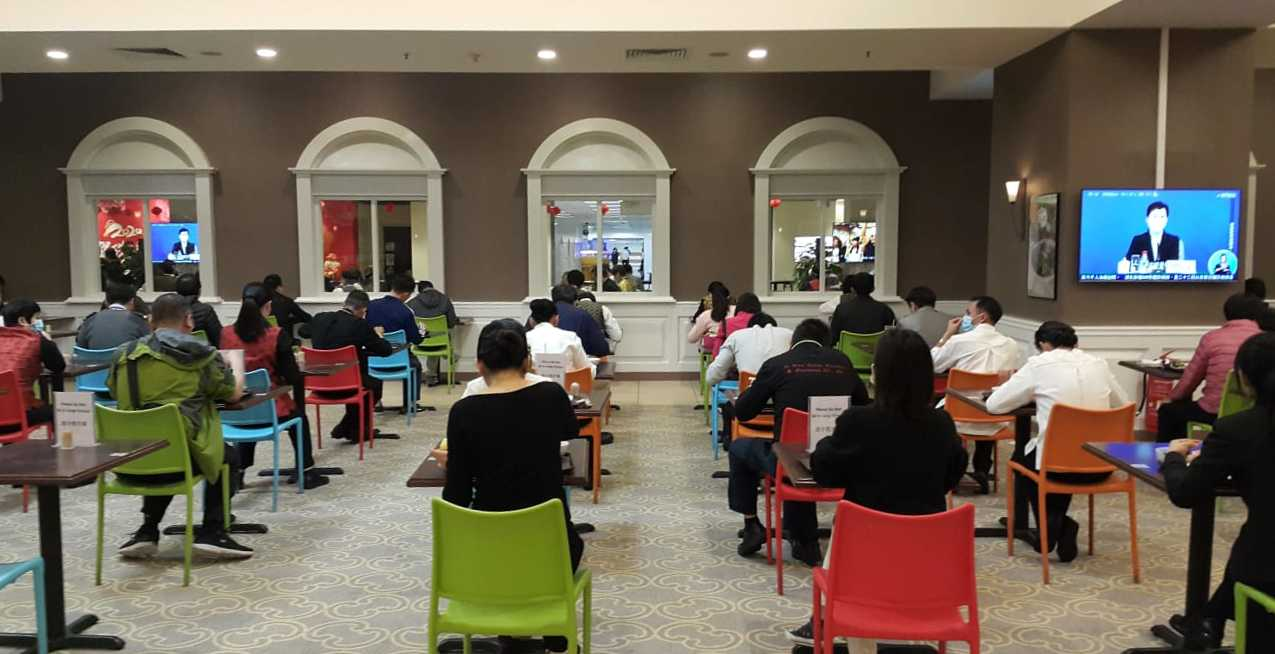
2月20日，酒店餐廳以一人獨立座位方式進食

2月3日，澳門政府宣佈中午12時起，所有巴士及的士乘客必須佩戴口罩才可上車，否則司機有權拒載乘客。 中午13時起，所有輕軌乘客必須佩戴口罩才可進站搭車，否則站務人員有權拒絕乘客進站。下午再宣佈，所有往返港澳客運乘客必須全程佩戴口罩才可登車或登船，否則拒載。
2月4日，澳門出現首宗本土感染個案，行政長官賀一誠在記者會上宣佈，決定賭場及娱乐事业停業半個月。另外，除緊急服務外，所有對外服務全面暫停運作。而根據其後發出的《第27/2020號行政長官批示（页面存档备份，存于）》，以下設施也必須關閉：電影院、劇院、室內遊樂場、遊戲機及電子遊戲室、網吧、桌球室、保齡球場、蒸氣浴室、按摩院、美容院、健身院、健康俱樂部、“卡拉OK”場所、酒吧、夜總會、的士高、舞廳及歌舞廳。港澳所有海上客運暫停。
2月6日起，政府使用社區的緊急廣播系統及電子顯示屏播放宣傳口號，呼籲市民留家、不聚集、同防疫。
2月7日，澳門政府宣布除了緊急服務外，公務員留在家中無需上班再延長10日到16日，但呼籲期間非必要不好外出。
2月11日，政府於每日記者發佈會上宣布第三次的口罩保障計劃，首次提供兒童口罩，但因數量有限，每位小童只能購買5件。另外，亦宣布為有可能被感染的高風險人群進行檢測，當局認為旅遊巴司機為當時風險最高的人群，已於當日安排103名司機做檢查。
2月13日，政府公佈經濟應變及紓緩措施，包括：一、減免稅務及規費，以減輕企業及居民負擔；二、推行中小微企援助及利息補貼，以扶持企業存續；三、加強民生措施，支援弱勢家庭；四、提升技能培訓、實施以工代賑，保打工仔飯碗；五、推出電子消費券，加快民生經濟復甦。政府亦宣布將澳門本地科研團隊合作，於內地設立生產線，確保口罩供應。
2月14日，政府公佈，在平衡防疫和市民對公共服務的需要後，決定下周一（2月17日）起，恢復公共部門的基本服務。
2月17日，政府宣布，根據《第39/2020號行政長官批示》規定，由2月20日起開始賭場可以重開，但同日一齊關閉的其它娛樂設施（如電影院、酒吧等）至今繼續關閉。另外亦宣佈根據《第40/2020號行政長官批示》規定，入境澳門前十四天內曾經到過內地的外僱，需要在衛生當局指定的位於珠海市的地點進行醫學觀察十四天。於記者會上，經濟財政司司長李偉農也提及，賭場重開時，需要滿足政府的緩衝措施，以保障員工和顧客的安全，如果賭場無法於重開的時間準備好，可以申請延緩開放最多30天。
2月18日，因口罩於全球都短缺，政府於當日起開始提供綁帶式口罩。
2月19日，政府宣佈，由2月20日起，於出入境口岸設醫學檢查站，對來自被定義為高發地區的旅客進行醫學檢查。亦可能對每天內多次不正常往返珠澳的澳門居民進行醫學檢查。除此之外，也放鬆之前的措施：由2月20日起，重開部份公園及休憩區等部份戶外設施，以及調整政府在公共地方播放的語音廣播 ，並調整口號為「特區政府呼籲：為人為己，減少出門，避免聚集，戴好口罩，記得洗手」。
2月20日，應變協調中心宣佈疫情高發地區為：廣東、河南、浙江、上海、北京及重慶。 澳門往返廣東省所有海上客運暫停。
2月21日，政府宣佈下周，2月24日至2月28日，公共部門仍維持基本服務。而明天22日開始，會有第四次的口罩保障供應計劃。
2月23日，應變協調中心將韓國列為疫情高發地區。
2月24日，因應韓國確診病例急增，明顯出現社區爆發，旅遊危機處理辦公室向韓國發出第二級旅遊警示。
2月25日晚，衛生局宣佈入境澳門前14天曾經到韓國的人士，需要於指定地點進行14天的醫學觀察。海事及水務局宣佈，即日起外港客運碼頭和氹仔客運碼頭的開放時間調整為07:00至20:00，直至另行通知。
2月27日，根據《第50/2020號行政長官批示》，於2月5日與賭場一同關閉的場所可以恢復營業。但澳門政府建議相關場所做好防疫措施，如果於該場所內出現疫情，會依照傳染病防法第十九條，要求採取場所管制措施。澳門政府宣佈由3月2日開始，所有公共部門恢復正常辦公及對外服務，符合衛生局訂定的衛生準則和相關運作指的補習社、持續教育機構亦可以恢復營業。教青局亦宣佈在滿足「澳門及廣東省均沒有新增確診個案連續14天」以及「澳門學校復課日不早於珠海市和中山市的復課日」，這兩個條件下，將會宣佈非高等教育學校復課。懲教管理局宣佈3月4日起局部恢復探訪服務。
2月29日，旅遊危機處理辦公室向意大利發出第二級旅遊警示。而協調中心宣佈入境澳門前14天内曾到過意大利或伊朗的外地人士，須在指定的地點接受為期14天隔離醫學觀察。而澳門居民可在衛生當局認為適當的家居地點接受醫學觀察。

### 2020年3月
3月1日，由於有部份行業復工，加上澳門居民近日的出入境數量有所上升，政府也調整了新的防疫宣傳口號︰「特區政府呼籲：必須堅持，避免聚集，記得洗手，戴好口罩，健康聲明，減少出境」。
3月4日，政府宣佈由3月5日08:00起，關閘工人球場的醫學檢查站遷至綜藝館。
3月5日，政府公佈援助措施的進一步信息，明确「電子消費卡」的發放方式和時間，住宅水電費豁免的金額和方式。另外，也新增企業商號水電費用補貼。
3月6日，政府公佈由3月7日07:30起在澳門國際機場設立聯合指揮中心，直至政府包機抵澳，所有澳門居民離開機場後，才會解散。該中心負責指揮接載在鄂澳人回澳的工作。
3月8日，協調中心宣佈，今日12:00起，入境澳門前14天内曾到過德國、法國、西班牙或日本的入境人士須進行醫學檢查。另外，3月10日12:00起，入境澳門前14天内曾到過德國、法國、西班牙或日本的人士，須在指定的地點接受為期14天隔離醫學觀察。而澳門居民可在衛生當局認為適當的家居地點接受醫學觀察。高等教育局宣佈措施協助在外地升學的澳門學生購買口罩。
3月9日，體育局公佈該部門轄下體育設施已於3月2日起逐步恢復開放，而其它設施也會於3月11日起逐步恢復開放。上述設施由1月24日開始關閉。衛生局捐血中心宣佈有風險人士暫緩捐血28天。
3月10日，政府於記者會上指出，仁伯爵綜合醫院和路環高頂公共衛生臨床中心可以指供170張病床，加上其它隔離設施，共可接收 180名病人。
3月11日，旅遊危機處理辦公室向德國、法國、西班牙和日本發出第二級旅遊警示。新型冠狀病毒感染應變協調中心於夜晚宣佈由3月12日起，將挪威列為疫情高發地區，故入境前14天內曾經到過挪威的入境人士，需要接受醫學檢查。教育暨青年局也宣佈，在重新評估疫情後，因預估病毒無法在短期內於全球消失，故取消之前兩項復課條件中的「廣東省均沒有新增確診個案連續14天」以及「澳門學校復課日不早於珠海市和中山市的復課日」。現決定：不遲於4月20日復課；研究分階段復課；制定開學後各項工作的指制；規定學生返校要求：回校日前14日沒有離澳，或過去14日只在澳門、珠海或中山逗留。
3月12日，政府公佈行政會已完成討論《消費補貼計劃》及《中小企業銀行貸款利息補貼計劃》行政法規草案
3月13日，教育暨青年局公佈分階段復課預案，時間表如下：3月30日起高中畢業班回校溫習（非正式復課，自願回校升大輔導溫習）；4月13日起高中教育階段復課；4月20日起初中教育階段復課；4月27日起小學四至六年級復課；5月4日起幼兒教育階段、小學一至三年級、特殊教育全面復課。
3月14日，新型冠狀病毒感染應變協調中心宣布从17日起，將德國、意大利、西班牙等申根區国家，以及英國、美國、加拿大、俄羅斯、巴西、埃及、澳洲及新西蘭列為新冠肺炎高發地區，故要求最近14天去過上述30個國家的入境人士，須在指定地點接受14天醫學觀察。高等教育局公佈，部份符合條件的課程可於4月1日復課。此外，由即日起所有從海外返澳的學生必須接受為期14日嚴格的家居醫學觀察，不論任何教育階段的學生，並須接受病毒核酸檢測。社會工作局表示，澳门受資助托兒所繼續暫停運作，该局將協調受資助托兒所免收4月份的費用。
3月15日，新型冠狀病毒感染應變協調中心表示新西蘭不列為新冠肺炎高發地區。旅遊局宣佈，3月17日至22日政府會派專車前往香港國際機場接載由歐洲國家抵港的已登記的澳門居民和學生回澳，並送往指定地點接受14天醫學觀察。旅遊危機處理辦公室向多個國家發出旅遊警示：奧地利、比利時、捷克、丹麥、愛沙尼亞、芬蘭、希臘、匈牙利、冰島、拉脫維亞、列支敦士登公國、立陶宛、盧森堡、馬耳他、荷蘭、挪威、波蘭、葡萄牙、斯洛伐克、斯洛文尼亞、瑞典、瑞士、英國和美國。
政府宣佈3月17日00:00起入境前14天內曾經到過中國（中國內地、香港、澳門、台灣）以外的國家和地區的入境人士，需要送往指定地點接受14天醫學觀察，地點由衛生當局決定，若衛生當局判定入境人士來自疫情高風險地區，須到指定酒店或路環高頂公共衛生臨床中心接受14天醫學隔離；若為不太高風險地區，則需接受14天家居醫學隔離。旅遊局宣佈，3月17日至22日政府會派專車前往香港國際機場接載由歐洲國家和美國抵港的已登記的澳門居民和學生回澳，並送往指定地點接受14天醫學觀察。政府在公報刊登第5/2020號行政法規《中小企業銀行貸款利息補貼計劃》以及第6/2020號行政法規《消費補貼計劃》，3月17日起生效。
3月19日，政府當局宣佈即日起，禁止除中國大陸、香港和台灣居民身份的外地僱員身份認別證持有者以外的所有非澳門居民入境。旅遊局宣佈，3月19日至31日政府會派專車前往香港國際機場接載由所有國家抵港的已登記的澳門居民和學生回澳，並送往指定地點接受14天醫學觀察。同日，旅遊局宣佈，麗景灣藝術酒店將成為第三間用作醫學觀察的指定酒店。教育暨青年局取消先前非高等教育學校回校以及分階段復課的安排。旅遊危機處理辦公室宣佈向所有海外國家/屬地發出第二級旅遊警示。而往返港珠澳大橋的金巴在當日晚上7時起，實行實名制座位登記乘車。
3月20日，旅遊局宣佈鷺環海天度假酒店作為第四間醫學觀察的指定酒店。
3月21日，旅遊局宣佈新增兩間醫學觀察的指定酒店，分別為京都酒店，以及未開業的持牌酒店︰金寶來酒店，此酒店可提供400個房間，政府亦會透過不同導遊業界協會，安排導遊及協會人員提供相關的接待服務。
3月22日，旅遊局宣佈新東方商務賓館南座成為第7間用作醫學觀察的指定酒店，可提供89個房間。
3月23日，旅遊局宣佈金麗華酒店成為第8間用作醫學觀察的指定酒店。
3月24日，行政長官宣佈，自3月25日起，停止澳門國際機場的轉機服務；禁止所有入境前14天內曾經到過外國的內地、香港及台灣居民入境澳門；入境前14天內到過香港、台灣以及外國的澳門居民，須在衛生當局指定的地點接受14天醫學觀察。新增第二十六例個案。
3月25日，衛生局擴大暫緩捐血措施。旅遊局宣佈港灣大酒店成為第9間用作醫學觀察的指定酒店。
3月26日，旅遊局宣佈御龍酒店成為第10間用作醫學觀察的指定酒店。
3月27日，旅遊局宣佈回力酒店成為第11間用作醫學觀察的指定酒店。同日，廣東省宣佈除特別人士外，對所有經廣東口岸入境人員實行核酸檢測全覆蓋，並集中隔離醫學觀察14天，集中隔離食宿費用自理。澳門內港往返珠海灣仔海上客運暫停。
3月28日，旅遊局宣佈喜來登大酒店成為第12間用作醫學觀察的指定酒店。新聞局宣佈澳門政府將透過澳門基金會設立一項規模為100億澳門元的抗疫援助專項基金。
3月30日，應變協調中心宣佈剛落成的離島醫療綜合體護理教學大樓成為 “臨時隔離中心”，設有96間房共192張病床。當日有26名密切接觸者由高頂公共衛生臨床中心轉到臨時隔離中心。
3月31日，珠澳聯防聯控澳方工作組轉告珠海最新禁止車輛入境的措施。

### 2020年4月
4月4日，澳門特區政府跟隨國務院決定在澳門舉辦哀悼活動，所有懸掛國旗或區旗的地點下半旗致哀，並停止公共娛樂和所有慶祝或喜慶性質的活動，並在當天上午10時起，全澳門居民默哀3分鐘。教青局宣佈首次入學面談安排預計會在5月份進行。澳門政府宣佈將於下周公佈百億抗疫基金實施方案。
4月6日，港珠澳大橋穿梭巴士暫停營運，所有往返港澳交通工具暫停。
4月8日，澳門特區政府經濟財政司司長宣布，将投放100亿澳门元抗疫援助专项基金，援助居民和企业。
4月11日，0時起內港北舢舨碼頭暫停使用。
4月17日，澳門累計 3,792宗疑似個案，累計密切接觸者 145人，全部均已解除隔離。
4月19日，教育暨青年局公佈分階段復課預案，時間表如下：5月4日高中教育階段復課； 5月11日初中教育階段復課；小學、幼兒及特殊教育則視乎疫情另行公布。另外，在珠海居住的跨境學生憑居住證，並經核酸檢測等，可豁免 14天的隔離措施，往返珠澳兩地，檢測費用由特區政府支援。
4月20日，教育暨青年局推出「中央登記幼兒口罩計劃」，為需要進行入學面談的幼兒提供口罩。
4月25日，教育暨青年局宣佈實施「非高等教育學校教職工和跨境學生核酸檢測計劃」，首階段安排5,000名中學的教職員進行核酸檢測。
4月28日，海事及水務局宣佈，4月29日00:00起返澳的漁民，需要在漁船上或到指定酒店醫學觀察隔離 14天，已返澳的漁民將安排作核酸測試。內港南舢舨碼頭僅為有需要人士提供有限度運作。

### 2020年5月
5月1日，衛生局推出澳門健康碼，於5月3日09:00起啟用，健康碼是個人健康聲明升級版，合併取代現時的入境口岸健康申報系統，暫時只適用於入境澳門和進入本地場所。
5月2日，經珠海和澳門雙方多次磋商達成共識，決定由 5月3日開始，恢復關閘口岸及港珠澳大橋澳門口岸的珠澳旅檢大廳和出入境車道的原有通關時間。
5月4日，高中教育階段正式復課。
5月6日，受疫情影響，澳門特別行政區旅遊局於宣佈第31屆澳門國際煙花比賽匯演賽事取消。應變協調中心於記者會上表示，澳門將實施《新冠肺炎常規核酸檢測計劃》，於 5月7日開始對跨境出入澳門上班和上學的澳門居民實施，預計人數約15,000人，每7日重複進行一次。
5月9日，根據《第120/2020號行政長官批示（页面存档备份，存于）》，於5月11日6:00起，擁有珠海巿戶籍或持有珠海巿居住證、持有由衛生當局或珠海市認可的合資格機構發出的七天內核酸測試陰性結果證明或採樣證明和出示的澳門健康碼為綠碼的外地僱員身份認別證持有者方可入境。同日，取消位於綜藝館的醫學檢查站，並規定未持有由或珠海市認可的合資格機構發出的七天內核酸測試陰性結果證明的非澳門居民不得入境。
5月10日，10時起，澳門健康碼與粵康碼互認系統啟用。
5月11日，初中教育階段正式復課。
5月25日，小四至小六復課。
5月29日，政府公佈第19/2020號行政法規《僱員、自由職業者及商號經營者援助款項計劃》。
5月30日，政府舉行記者會介紹百億抗疫援助基金計劃中有關僱員、自由職業者及商號經營者援助款項的發放安排。

### 2020年6月
6月1日，小一至小三復課。政府宣佈將分階段及有限度開放長者和康復服務設施。行政長官賀一誠出席活動時表示已要求各部門非人事開支需壓縮一成。
6月3日，國際汽聯（FIA）宣佈取消原訂於2020年第67屆澳門格蘭披治大賽車期間舉行的國際汽聯房車世界盃（WTCR）及GT世界盃澳門站賽事。
6月5日，體育局宣佈由 6月6日起重開轄下的9所游泳池。政府宣佈推出“澳門心出發（页面存档备份，存于）”電子優惠平台。
6月10日，45名病患已全部治癒，並全部完成康復期隔離。 珠海澳門兩地政府推出合資格居民往珠海豁免隔離措施。
6月14日，因首兩日的申請非常踴躍，合資格居民往珠海豁免隔離暫不受理新申請。
6月16日，早上8時起，澳門居民入境珠海暫免隔離申請，珠海每日開放名額 1,000人。
6月17日，因應北京疫情惡化，新型冠狀病毒感染應變協調中心宣佈入境前14天內曾經到北京的所有人士，須在指定地點接受14天醫學觀察。
6月18日，早上10時起，澳門居民入境珠海豁免隔離預約系統重開，當日申請的人士若獲批，將於 6月 23日起可於 7天內入境珠海獲豁免隔離。
6月26日，因新增第46例個案，新型冠狀病毒感染應變協調中心宣佈擬由印度、巴基斯坦、孟加拉、菲律賓、印尼、巴西出發前往香港機場轉乘特別渡輪到澳門的人士，必須先出示由當地具資質醫療機構發出的新型冠狀病毒的核酸檢測陰性結果證明，才可獲得登記及乘搭特別渡輪。

### 2020年7月
7月12日，應變協調中心宣佈，由7月14日上午6時起，所有由澳門出發客船和飛機的乘客必須出示7日內的新型冠狀病毒核酸檢測陰性證明，證明可透過澳門健康碼為之。
7月13日，應變協調中心宣佈，由中午12時起，所有乘搭港珠澳大橋穿梭巴士（金巴）由香港入境澳門的乘客必須出示7日內的新型冠狀病毒核酸檢測陰性證明。同日下午6時起，所有由香港經港珠澳大橋入境澳門的人士，必須出示7日內的新型冠狀病毒核酸檢測陰性證明，並在指定地點接受14天醫學觀察。 同日晚上，應變協調中心引述珠海市疫情防控指揮部消息，由7月15日早上6時起對由粵澳口岸入境廣東人士不再實行集中隔離14天醫學觀察，其活動範圍僅限於粵港澳大灣區9市。
7月18日，政府公佈《第151/2020號行政長官批示》，宣佈解除《第40/2020號行政長官批示》所採取的特別措施。即解除內地外僱入境澳門實施醫學觀察14天的措施。
7月22日，應變協調中心引述珠海市疫情防控指揮部消息，由7月24日6時起，粵澳非公務兩地牌車輛經申請及抽籤後，可按抽籤結果在指定口岸進入珠海。
7月23日，政府公佈第25/2020號行政法規《第二期消費補貼計劃》，宣佈於7月27日至12月14日領取第二期消費補貼，於8月1日至12月31日使用第二期消費補貼。
7月28日，應變協調中心引述珠海市疫情防控指揮部消息，由7月29日早上6時起由粵澳口岸入境廣東人士的活動範圍由粵港澳大灣區9市擴至廣東省範圍。
7月31日，每輪保障口罩供應計劃由10日調整為 30日。

### 2020年8月
8月2日，應變協調中心引述珠海市疫情防控指揮部消息，由8月4日6時起，粵澳非公務兩地牌車輛的活動範圍由粵港澳大灣區9市擴至廣東省範圍。
8月3日，應變協調中心宣佈8月4日6時起，將新疆烏魯木齊和遼寧大連列入高風險地區，進入澳門時需要進行14天的醫學觀察。所有由香港入境本澳的人士須出示72小時內的核酸檢測陰性證明，並進行14日醫學觀察。往來港澳貨船船員入境本澳後將實施閉環管理，相關人士入境本澳後會由衛生局專車，定時點對點接載往返指定酒店及碼頭。
8月5日，應變協調中心表示，有關往返澳門和香港貨船而需登岸的澳門船員，約有5艘往來港澳貨船，涉及數十名船員，有關酒店費用將由特區政府承擔，貨船船員基本為本澳居民。而針對來自如歐美等地的貨機工作人員早已實施閉環管理。旅遊局宣佈金寶來酒店成為用作醫學觀察的指定酒店，並宣佈英京酒店成為用作供船員休息的指定酒店。
8月6日，應變協調中心宣佈，8月7日6時起所有由香港入境本澳的人士須出示24小時內的核酸檢測陰性證明，並進行14日醫學觀察。
8月10日，應變協調中心引述國務院港澳事務辦公室發出的函件，由8月12日0時起，從澳門進入內地全境人員，不再實行集中隔離醫學觀察14天措施。各地海關僅對口岸檢疫發現的新冠肺炎確診患者、疑似患者、密切接觸者、有發熱或呼吸道症狀者進行採樣檢測並採取相應措施。同日起，内地公安机关出入境管理部门将分区域分步骤恢复办理内地居民赴澳门旅游签注，当日起先期恢復辦理珠海市居民（含居住證持有人）赴澳門旅遊簽注（含個人遊、團隊遊）；如无特殊情况，自8月26日起广东全省公安机关出入境管理部门恢复办理广东省居民赴澳门旅游签注；在内地与澳门疫情形势继续总体向好的前提下，全国公安机关出入境管理部门于9月23日起恢复办理内地居民赴澳门旅游签注。同時設立「熔斷機制」，當澳門疫情反彈，風險等級調整為中高級別時（中風險指澳門出現1宗本地確診個案，高風險指澳門出現超過10宗本地確診個案），中止實施上述措施，恢復執行入境內地人員原則上一律集中隔離醫學觀察14天有關措施，直至澳門疫情風險等級評估為低風險。
8月18日，應變協調中心引述珠海市疫情防控指揮部消息，由8月20日起，恢復澳門內港客運碼頭往來灣仔輪渡客運口岸的航線。
8月21日，應變協調中心引述珠海市疫情防控指揮部消息，即日起，所有經廣東省公安廳批准具備通行珠澳跨境工業區專用口岸資格的粵澳兩地牌車輛恢復通行珠澳跨境工業區專用口岸。
8月24日，應變協調中心引述珠海市疫情防控指揮部消息，8月26日6時起，珠澳陸路口岸恢復粵澳兩地牌車通行，關閘口岸按中國內地車牌號碼最後一位阿拉伯數字採單雙號限行。旅遊局表示，9月1日起，澳門居民第二次入住酒店做醫學觀察需要支付澳門幣5,600元。
8月29日，港澳貨船船員由即日起有條件豁免隔離醫學觀察。

### 2020年9月
9月8日，海事及水務局宣佈，9月10日起恢復澳門外港客運碼頭及氹仔客運碼頭往來深圳蛇口的2條航線。

### 2020年10月
10月5日，政府宣佈，因應疫情緩和，由10月5日起，原本逢星期一、四舉行的防疫記者會，改為逢星期一舉行。

### 2020年12月
12月21日，因應英國出現變種病毒疫情，應變協調中心於當天晚上9時召開緊急記者會，宣佈由當天晚上10時起曾到外國和香港（中國內地中風險以下地區或台灣除外）的人士或正於指定地點隔離人士的醫學觀察隔離日數由14日增加至21日，於當天晚上10時前曾到外國已入境澳門完成隔離醫學觀察的人士需接受7天自我健康管理，同時澳門健康碼轉為黃碼。
12月22日，政府公佈《第241/2020號行政長官批示》和《第242/2020號行政長官批示》，12月23日0時起，禁止入境前21日曾經去過外國的中國內地、香港和台灣居民身份的人士入境澳門，以及入境前21日在中國內地逗留，且屬家庭團聚或其他與澳門特別行政區有密切聯繫的例外情況的外國人，經衛生當局事先批准，方可入境。

## 外部連結
- 澳門特別行政區政府新型冠狀病毒感染應變協調中心疫情專頁（页面存档备份，存于） - 疾病預防控制中心 (澳門)